# Bataille de Salé (1260)
Pour les articles homonymes, voir Bataille de Salé.
Ne doit pas être confondu avec Bombardement de Salé.
Le siège de Salé est un raid lancé par le roi Alphonse X de Castille contre la ville de Salé pendant le sultanat Mérinide. La ville resta entre les mains des castillans pendant deux semaines. Ce fut le plus grand massacre de l'histoire de Salé.

## Contexte et issue
Selon Ibn Khaldoun, quand les Mérinides succédèrent aux Almohades, le gouverneur de Salé, Yacoub ben Abdellah le Mérinide se souleva contre son oncle le sultan Abu Yusuf Yaqub ben Abd al-Haqq alors à Taza. Le neveu partit chercher main-forte chez Alphonse X roi de Castille. Ruy Lopèz de Mendoza, qui avait été nommé Amiral de Castille en 1254, avait constitué l'armada castillane pour continuer cette fois la croisade dans les côtes nord-africaines. Ainsi depuis 1250, Salé était devenu un important pôle stratégique et commercial et la principale porte du littoral de l'azghar, la région du Maroc du nord où s'étend l'influence des Beni Merin, depuis sa conquête par le Sultan Abu Bakr Ben Abdelhaq.

## Déroulement
La veille de Aïd al-Fitr de l'an 658 de l'Hégire (ce qui correspond au mois de septembre de l'an 1260), trente-sept navires de guerre castillans envoyés par le roi espagnol se trouvaient devant les côtes Salétines qui n'étaient alors protégées par aucune fortification. La trahison fut telle que la journée du vendredi 2 Chawwal, les guerriers Castillans débarquèrent par surprise et en profitèrent pour commettre ce qui sera le plus grand massacre de l'histoire de Salé. Les habitants étaient occupés à célébrer la fête de l'Aïd el-Fitr. Les assaillants tuèrent un grand nombre de Salétines. Il détruisirent et pillèrent tout sur leur passage. Les femmes, enfants et vieillards furent encerclés à la Grande Mosquée. Trois mille d'entre eux seront capturés et emmenés comme esclaves à Séville.
Salé est restée pendant deux semaines dans les mains des Castillans, avant que le sultan mérinide Yacoub ben Abdelhaq ne vienne au secours de Salé. Il ordonna vite l'alerte à ses troupes et effectua une marche forcée pour arriver aux portes de Salé en une journée et une nuit. le siège du Sultan dura 14 jours avant qu'il n'ordonne l'assaut tuant tous les combattants espagnols qui s'y trouvaient encore, alors que les autres avaient pu fuir et regagner la flotte après avoir saccagé les maisons, pillé et incendié les commerces. La première mesure prise par le sultan après la libération de la ville fut de construire la muraille sud-ouest, en face du Bouregreg. En 1261, il construisit au bout de la muraille faisant face à la mer un donjon gigantesque baptisé tristement « Borj Adoumoue » (tour des larmes).
Après l'échec de cette campagne, l'Amiral de Castille Ruy Lopèz de Mendoza fuit au Portugal par peur d'Alphonse X.

## Répercussions politiques

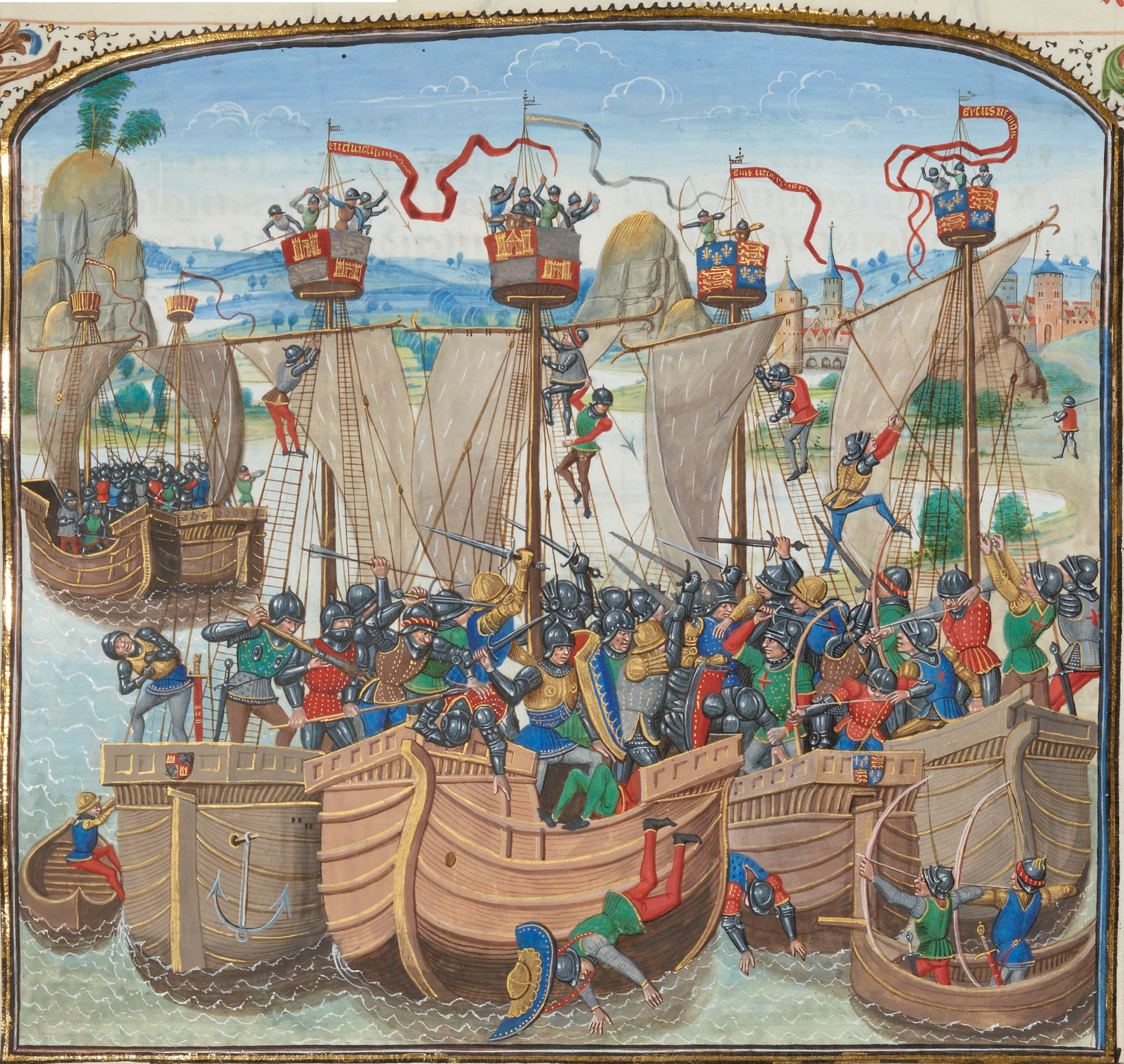
Navires castillans

Le raid lancé contre Salé fera accroître la haine musulmane envers les chrétiens et ne sera qu'un prélude à un jihad contre les Castillans. Dans la même année, Salé connaîtra la construction de la plus imposante porte fortifiée du Maroc, Bab Lamrissa. Les Mérinides feront de l'arsenal de Salé un chantier naval de plus en plus actif pour relancer la lutte armée en Al-Andalus.